# Geheimeråd
Geheimeråd (tyska Geheimrat, "hemligt råd") var inom tysk-romerska riket och senare i de tyska monarkierna en ämbetsmannatitel. Ursprungligen gavs den till medlemmar av det inre råd som bistod regenten, Geheimer Rat, Geheimes Kabinet eller i Brandenburg Geheimer Staatsrat. Titeln betydde inte att den person som innehade den var "hemlig" eller inofficiell, utan att den personen var en av furstens förtrogna med tillgång till dennes hemligheter.
I Danmark var Gehejmerådet ett statsråd som inte ingick i riksrådet. Titeln infördes av Kristian IV, och kom att 1670–1770 beteckna en medlem i geheimekonseljen. Efter Struensees fall 1770 var geheimeråd endast en hederstitel, som bland annat innebar att bäraren hade rätt att tituleras "excellens". Titeln avskaffades i Danmark 1808.
Den under 1700-talet införda högre titeln geheimekonferensråd bibehölls dock. Den blev allmän rangtitel för första klassen. Samtidigt infördes geheimeetatsråd som rangtitel för andra klassen. För tredje klassen gällde etatsråd. Numera delar staten inte ut några titlar av detta slag, däremot vissa frivilligorganisationer.
Under 1800-talet blev geheimeråd endast en hederstitel som gavs till högt uppsatta ämbetsmän i Ryssland, Österrike, Kungariket Sachsen och vissa andra tyska stater. I Preussen var geheimeråd "med predikatet excellens" en av de högsta utmärkelserna, medan den enklare titeln "geheimeregeringsråd", "geheimekommersråd", och så vidare kunde ges till relativt underordnade tjänstemän i ministerier och ämbetsverk, samt även till personer som helt stod utanför statsförvaltningen.